# Герб Миколаївки
Герб Микола́ївки — офіційний символ міста Миколаївка, затверджений 4 червня 2004 р. Герб є промовистим.
Автори — А. Гречило і М. Омельченко.

## Опис
У червоному полі стоїть Святий Миколай у золотих ризах і срібній єпитрахилі з червоними хрестами, у червоно-золотій митрі, навколо голови — золотий німб, права рука піднята у благословляючому жесті, у лівій — тримає срібну книгу в золотому окладі; обабіч у золотих боках — по червоній блискавці; щит обрамований декоративним картушем та увінчаний срібною міською короною.

## Зміст
Святий Миколай є номінальним символом і вказує на назву поселення. Блискавки означають електроенергетику й уособлюють Слов'янську ТЕС, будівництво та робота якої сприяли розвитку Миколаївки.